# Електрична Машина (сузір'я)

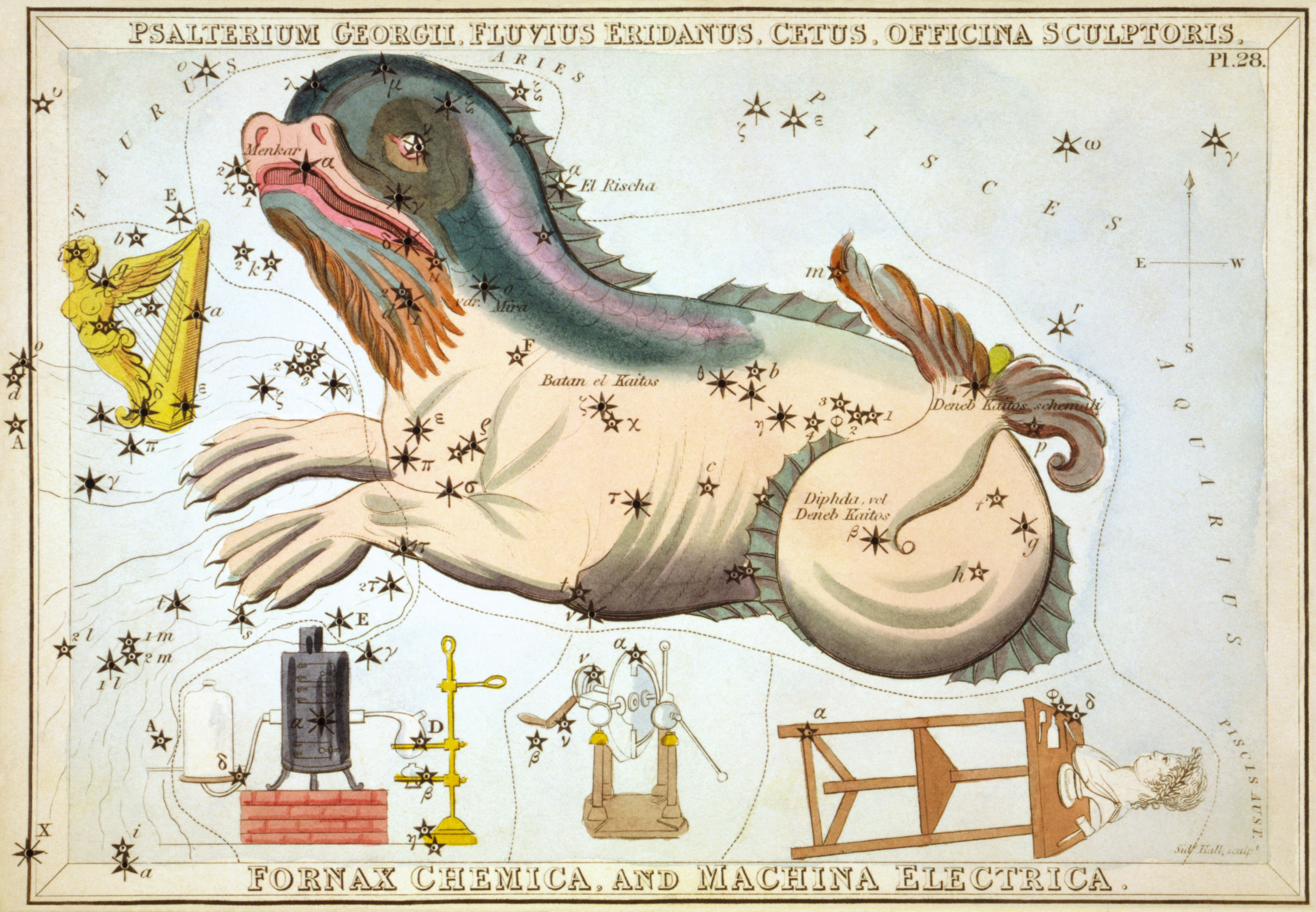
Електрична Машина у «Дзеркалі Уранії» (1825), між Піччю та Скульптором, під Китом.

Електрична Машина (лат. Machina Electrica) — колишнє, нині відмінене сузір'я, створене Йоганном Боде близько 1800 року. Боде утворив його зі слабких зір між Піччю та Скульптором, на південь від Кита. Сузір'я зображувало собою електростатичний генератор. Воно було досить популярним протягом XIX століття та з'являлося на низці зоряних карт, але зрештою вийшло з ужитку, коли Міжнародний астрономічний союз стандартизував межі сузір'їв у 1930 році. Зараз це сузір'я не використовується.